# Süßkraft
Die Süßkraft ist eine dimensionslose Größe die Süßheit eines Stoffes relativ zu Haushaltszucker angibt. Sie wird durch die subjektive Einschätzung von einer Reihe von Testpersonen ermittelt.

## Messung
Die Messung der Süßkraft von Stoffen ist problematisch: Es gibt bisher keine Laborinstrumente zu ihrer Messung. Üblicherweise stellt man eine 10-prozentige Lösung des Süßstoffes her und bildet einen Mittelwert der subjektiven Einschätzungen einer Reihe von Testpersonen. Die Werte der Süßkraft beziehen sich auf den üblichen Haushaltszucker (Saccharose), dem eine Süßkraft von 1 zugeordnet wird.
Man hat festgestellt, dass sich die relative Süßkraft von Süßungsmitteln mit steigender Konzentration der Referenz-Testlösung erhöht. Werden verschiedene Süßungsmittel vermischt, kann die Süßkraft durch Synergie um 20 bis 30 Prozent steigen.
Für den Nutzen eines Zuckeraustauschstoffes in der Nahrungsmittelindustrie sind neben der Süßkraft weitere Eigenschaften maßgeblich, so z. B.
- ob der Stoff insulinpflichtig ist
- ob der Stoff kariogen ist
- ob ein Stoff die Blut-Hirn-Schranke passieren und im Gehirn verstoffwechselt werden kann, z. B. Mannitol
- sein physiologischer Brennwert
- die Produktionskosten
- Wärmeempfindlichkeit, z. B. zerfallen Dipeptide unter Wärmeeinwirkung und verlieren ihre Eigenschaft, süß zu sein
- etwaige Nebenwirkungen, wie Blähungen oder eine mögliche Störung der Insulinsekretion
- Giftigkeit (Höhe der letalen Dosis)

## Beispiele
Eine Übersicht über die Süßkraft einiger Süßstoffe gibt folgende Tabelle:
| Stoff              | Süßkraft | Art                                 | Info                                                  |
| ------------------ | -------- | ----------------------------------- | ----------------------------------------------------- |
| Raffinose          | 0,22     | Dreifachzucker                      | in Hülsenfrüchten, unverdaulich, verursacht Blähungen |
| Milchzucker        | 0,39     | Zweifachzucker                      |                                                       |
| Malzzucker         | 0,46     | Zweifachzucker                      |                                                       |
| Sorbit             | 0,4–0,6  | Zuckeralkohol, Zuckeraustauschstoff |                                                       |
| Glycerin           | 0,60     | Zuckeralkohol                       |                                                       |
| Galactose          | 0,63     | Einfachzucker                       |                                                       |
| Mannitol           | 0,69     | Zuckeralkohol, Zuckeraustauschstoff |                                                       |
| Traubenzucker      | 0,69     | Einfachzucker                       |                                                       |
| Invertzucker       | 0,95     | Mischung                            |                                                       |
| Haushaltszucker    | 1        | Zweifachzucker                      | Referenzwert                                          |
| Xylitol            | 1,02     | Zuckeralkohol, Zuckeraustauschstoff |                                                       |
| Fruchtzucker       | 1,14     | Einfachzucker                       |                                                       |
| Cyclamat           | 30       | Süßstoff                            |                                                       |
| Aspartam           | 180      | Dipeptid-Derivat, Süßstoff          | wärmeempfindlich                                      |
| Saccharin          | 300      |                                     |                                                       |
| Steviosid          | 300      | Süßstoff                            |                                                       |
| Thio-Superaspartam | 50.000   | Dipeptid-Derivat, Süßstoff          | Derivat von Aspartam                                  |
| Lugdunam           | 230.000  | Guanidincarbonsäure                 | potentester bekannter Süßstoff                        |